# Orthodontiaceae
Orthodontiaceae är en familj av bladmossor. Orthodontiaceae ingår i ordningen Bryales, klassen egentliga bladmossor, divisionen bladmossor, och riket växter.
Familjen innehåller bara släktet Orthodontium.